# أحمد عيسى الشيخ
     لشخصية أخرى تحمل اسم أحمد الشيخ، طالع أحمد الشيخ (توضيح).

أحمد عيسى زكريا الشيخ واشتهر بكنيته أبو عيسى وهو قائد لواء صقور الشام. يعود مسقط رأسه إلى سرجة وهي قرية من قرى جبل الزاوية في محافظة إدلب في سوريا. نشط مع بداية الثورة السورية في العمل المسلح. كان معتقلا في سجن صيدنايا منذ مارس 2004 ثم أطلق سراحه. تعرضت أسرته للتنكيل مرارا من قبل النظام السوري حيث أن والده مختف في سجون النظام منذ الثمانينات من القرن الماضي. كما قتل 3 من أخوته إبان الثورة السورية برصاص قناصين وبرصاص الجيش السوري وهم علي وداوود وعباس ولذلك فإن أمه تلقب بخنساء جبل الزاوية تيمنا بالخنساء التي فقدت كل أبنائها في معركة القادسية. كذلك فقد قتل النظام ابنه البكر عيسى البالغ من العمر ستة عشر عاما وابن عمه مصعب.

## إحالات
1. ↑  نداء عاجل لإطلاق سراح أربعة مواطنين من محافظة إدلب. [وصلة مكسورة] نسخة محفوظة 07 مارس 2013 على موقع واي باك مشين.